# Linkat
Linkat és un projecte de programari educatiu de forma que tots els centres educatius, però també tota la societat, tinguin accés a un conjunt molt ampli d'aplicacions de forma legal, gratuïta (sense el pagament de cap llicència per part de l'usuari final), amb suport professional i en llibertat, que inclou aplicacions d'ofimàtica, d'internet, jocs, multimèdia, i sobretot aplicacions educatives.
El projecte forma part d'una actuació del Departament d'Educació de la Generalitat de Catalunya per impulsar l'ús del programari lliure que comporta, entre altres avantatges, l'extensió de l'alfabetització digital respectant la legalitat, la promoció dels principis del treball col·laboratiu, tan necessaris perquè la societat del coneixement avanci pels camins de la garantia de la igualtat d'oportunitats i l'efectiva llibertat de tria al mercat.
Tècnicament, LinKat és una distribució GNU/Linux basada en Ubuntu que incorpora aplicatius de la distribució d'openSUSE i d'altres de propis, com el Jclic.
Utilitza per defecte l'entorn d'escriptori GNOME, tot i que també estan disponibles els escriptoris KDE i XFCE.

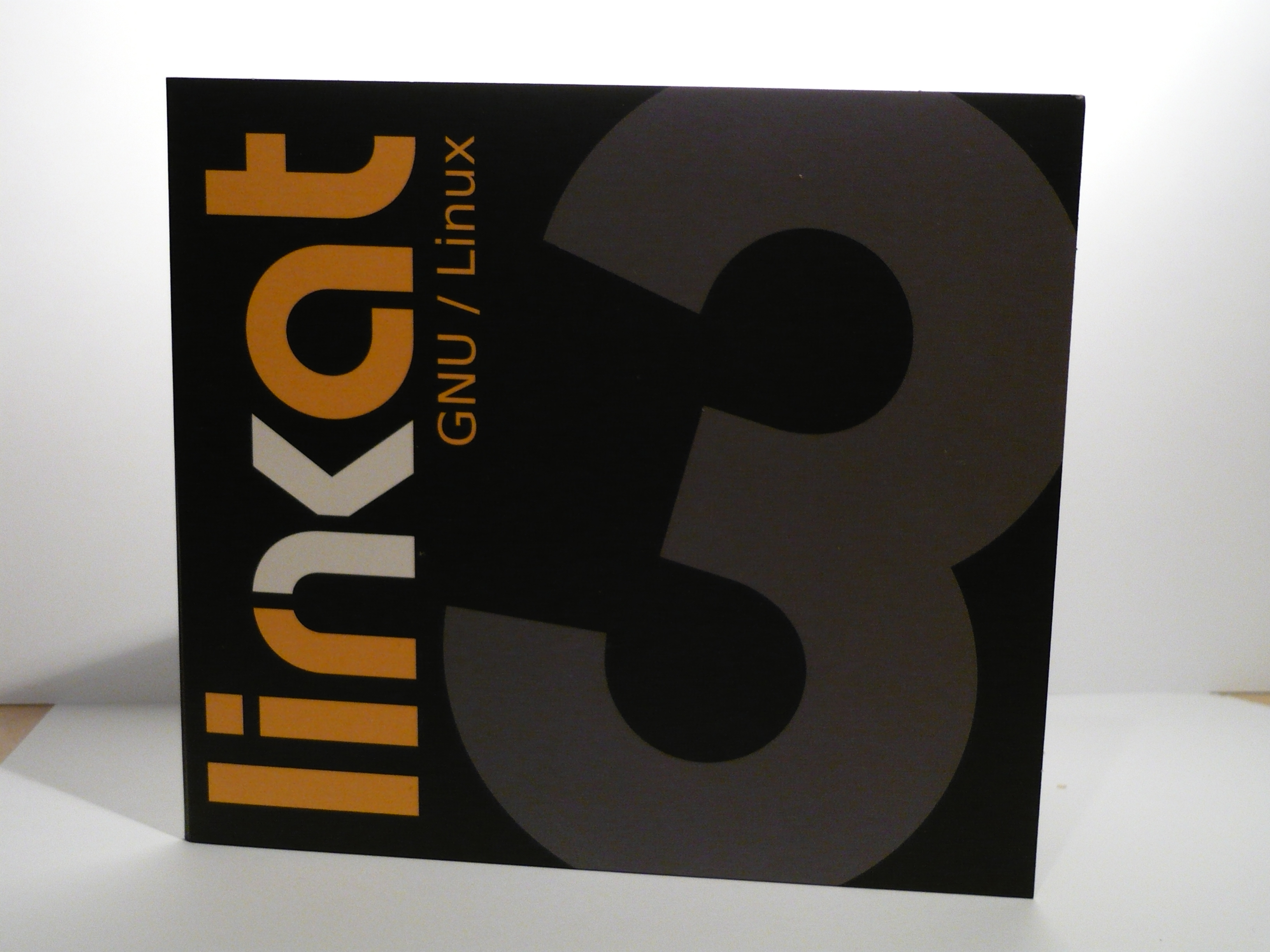
CD LinKat 3

## Característiques
- Deriva de Novell Linux Desktop 9 (Linkat 1.0 i Linkat 1.1), del Suse Linux Enterprise Desktop 10 (Linkat 2), d'openSuse 11 (Linkat 3, 4 i Edu 11.4) i d'Ubuntu (a partir de la versió 12.04).
- Està relacionada amb la comunitat openSUSE.org directament a través del projecte openSUSE-edu, en el que s'hi col·labora directament.
- Es presenta en sis modalitats:
  - Live CD.
  - Estació autònoma.
  - Servidor de comunicacions.
  - Servidor de terminals lleugers.
  - Servidor de centre.
  - Client de centre.
- Incorpora una gran quantitat d'aplicacions tant d'eines de comunicació i de creació com de programari educatiu.
- S'actualitza automàticament i compta amb el suport del servei tècnic general de què gaudeixen els centres educatius catalans.
- Permet que qualsevol persona que en sigui usuària pugui prendre part activa en el desenvolupament i millora de la distribució a través del portal http://linkat.xtec.cat
- Incorpora tecnologia LTSP, acrònim de Linux Terminal Server Project per tal de permetre la reutilització d'ordinadors i components en "aules de baix cost" tot allargant la vida útil del maquinari.

## Versions
| Versió                                                                         | Revisió             | Data de llançament      | Distribució base                 | Novetats |
| ------------------------------------------------------------------------------ | ------------------- | ----------------------- | -------------------------------- | --- |
| 1.0                                                                            | 1.0                 | 12 de setembre de 2006  | Novell Linux Desktop 9           | -Primer llançament- |
| 1.0                                                                            | 1.1                 | 7 de juny de 2007       | Novell Linux Desktop 9           | |
| 2.0                                                                            | 2.0                 | 20 de maig de 2008      | Suse Linux Enterprise Desktop 10 | |
| 2.0                                                                            | 2.1                 | 19 de desembre de 2008  | Suse Linux Enterprise Desktop 10 | |
| 3.0                                                                            | 3.0                 | 15 d'octubre de 2009    | openSUSE 11.1                    | |
| 4.0                                                                            | 4.0                 | 4 d'abril del 2011      | openSUSE 11.2                    | - Client de centre: - s'elimina del medi d'instal·lació la possibilitat d'instal·lar el client de centre. - per a convertir un Ordinador autònom amb connexió a unitats compartides en un client de centre s'ha d'instal·lar el paquet linkat4-client_configuration - per a convertir un Ordinador autònom en un client de centre s'ha d'instal·lar el paquet linkat4-ldap-client - Nova modalitat: - Servidor de comunicacions |
| Edu 11.4                                                                       | Edu 11.4            | 25 de novembre del 2011 | openSUSE 11.4                    | - Servidor de centre - Servidor Owncloud amb https - Antivirus per les unitats de xarxa (clamav) - Paperera de reciclatge per les unitats de xarxa - Servidor DLNA: ReadyMedia - Sistema de muntatge d'unitats de xarxa: remmount - Revisió de l'aplicació GUS Arxivat 2014-05-02 a Wayback Machine.: una eina de migració d'usuaris provinents del Sistema d'Administració i Gestió Acadèmica (SAGA) a la base de dades LDAP del servidor de centre Linkat. - Sistema de còpies de seguretat: Backintime Arxivat 2014-05-04 a Wayback Machine. - Report CUPS |
| Edu 12.04                                                                      | Edu 12.04           | 3 de maig del 2012      | Ubuntu 12.04 LTS                 | - Edicions de 32 i 64 bits - Nous perfils d'usuari: - Infantil (meta-paquet linkat-perfil-infantil): aquest meta-paquet instal·la diferents aplicacions especifiques per als alumnes d'infantil i crea l'usuari infantil sense contrasenya. Les aplicacions estan agrupades en els següents grups: "Comptar i pensar","Dibuixar", "Jocs" i "Llegir i escriure" - Primària (meta-paquet linkat-perfil-primaria): aquest meta-paquet instal·la diferents aplicacions especifiques per l'etapa educativa de primària i crea l'usuari primaria sense contrasenya. Les aplicacions estan agrupades en els següents grups: "Comunicació","Arts", "Món digital", "Matemàtiques", "Aprendre a aprendre", "Autonomia i iniciativa personal","Món físic" i "Societat i ciutadania" - Secundària (meta-paquet linkat-perfil-secundaria): aquest meta-paquet instal·la diferents aplicacions especifiques per l'etapa educativa de secundària i crea l'usuari secundaria sense contrasenya. Les aplicacions estan agrupades en els següents grups: "Comunicació", "Arts", "Món digital", "Matemàtiques", "Aprendre a aprendre", "Autonomia i iniciativa personal", "Món físic" i "Societat i ciutadania" - Client de centre - La configuració es realitza instal·lant programari genèric i editant els fixers de configuració - Les modalitats "Servidor de Centre" i "Servidor de Comunicacions" continuaran funcionant sobre openSUSE 11.4 fins a la fi del seu període de servei. Un cop acabat, les noves versions es construiran també sobre Ubuntu. |
| Edu 12.04                                                                      | Edu 12.04 Release 4 | 26 de febrer del 2014   | Ubuntu 12.04.04 LTS              | - Actualitzacions de seguretat - Linux kernel 3.11 - La darrera versió del programa educatiu JClic |
| Edu 14.04                                                                      | Edu 14.04           | 12 de setembre del 2014 | Ubuntu 14.04 LTS                 | - Disponible per a instal·lació com a servidor de centre. |
| Edu 14.04                                                                      | Edu 14.04 lleugera  | 9 de setembre del 2015  | Ubuntu 14.04 LTS                 | - La mateixa versió però optimitzada per equips antics o amb prestacions limitades (a partir de 512 Mb de RAM). - Escriptori per defecte LXDE. |
| Edu 16.04                                                                      | Edu 16.04           | 23 de juny de 2016      | Ubuntu 16.04 LTS                 | |
| Edu 16.04                                                                      | Edu 16.04 lleugera  | 23 de juny de 2016      | Ubuntu 16.04 LTS                 | - La mateixa versió però optimitzada per equips antics o amb prestacions limitades (a partir de 512 Mb de RAM). - Escriptori per defecte LXDE. |
| 18.04                                                                          | Edu 18.04           | 10 d'octubre de 2018    | Ubuntu 18.04 LTS                 | |
| 18.04                                                                          | Lleugera 18.04      | 10 d'octubre de 2018    | Ubuntu 18.04 LTS                 | |
| 22.04                                                                          | Edu 22.04           | 31 de març de 2023      | Ubuntu 22.04 LTS                 | |
| 22.04                                                                          | Lleugera 22.04      | 8 de setembre de 2023   | Ubuntu 22.04 LTS                 | Basada en Lubuntu 22.04 i escriptori LXQt. |
| Llegenda:Versió antigaVersió antiga, amb suportDarrera versióProper llançament |                     |                         |                                  | |